# Jan Nyssen
Jan Nyssen (Fouron-Saint-Martin, 1957) est un professeur belge et géomorphologue. Depuis 2007 il travaille au Département de Géographie de l’Université de Gand.

## Biographie
Nyssen a commencé sa carrière atypique comme facteur (1977-1997) à la Grand Poste de Liège. En 1991, il suivait en parallèle un programme universitaire en Géographie à l’Université de Liège, située en face. Il y obtenait le diplôme de Licencié en Géographie en 1995, avec un mémoire concernant l’érosion des sols en Éthiopie. De 1998 à 2001 il entreprenait une recherche doctorale à la KU Leuven, approfondissant le rôle des processus anthropiques et naturels contribuant à l’érosion des sols sur les Hauts-Plateaux Ethiopiens. Ses promoteurs étaient les professeurs Jean Poesen, Seppe Deckers (tous deux à la KU Leuven), Jan Moeyersons (Musée royal de l'Afrique centrale à Tervuren) et Mitiku Haile (Université de Mekele en Éthiopie). Ensuite, il a travaillé plusieurs années dans des projets de coopération universitaire en Éthiopie. Depuis 2007 il est chargé de cours au Département de Géographie de l’Université de Gand en Belgique; en 2014 il devient Professeur et en 2022 Professeur ordinaire.

## Recherche
Ses recherches contribuent à l’identification et la quantification des changements dans le système couplé « humains – environnement » - focalisant sur les processus de pente, l’hydrogéomorphologie, la dégradation des terres et la conservation des sols. La plus grande partie de ses recherches on lieu en Éthiopie.

### Érosion des sols dans les montagnes d’Éthiopie
À travers de nombreuses études détaillées, Nyssen a démontré que le haut taux d’érosion des sols en Éthiopie est dû à la combinaison de pluies érosives, fortes pentes (à la suite d'un soulèvement tectonique rapide lors du Pliocène et du Pléistocène), une déforestation ancienne, le surpâturage, un système agraire ou l’openfield domine, et les séquelles de la pauvreté induite par le système féodal. Il a aussi démontré comment l’effort substantiel pour la conservation des sols dans cette partie du monde a mené à un renversement de tendance.
«Nos recherches en Éthiopie démontrent qu’il est possible qu’une telle sécheresse se reproduise, mais cela ne mènera pas à une famine comme en 1984. Les Ethiopiens ont été très actifs ces dernières décennies et ont reboisé les collines et conservé les sols; nous avons pu démontrer que cette terre pourra maintenant beaucoup mieux résister aux sécheresses».
En utilisant la re-photographie, le Prof. Nyssen a en effet lié les changements dans les paysages éthiopiens à la dégradation et la résilience des terres.

### Intégration avec la population locale
Il se base largement sur les connaissances indigènes: “Les Ethiopiens travaillent les mêmes terres et les mêmes collines depuis des siècles, depuis déjà cinq cents avant notre ère. Ils connaissent parfaitement leurs sols et savent quand les pluies viennent et ce qu’il faut planter en cas de pluies tardives”.
Au fil des ans, il a vécu les nombreux changements dans les conditions de vie : “Lorsque je venais pour la première fois au Tigré, beaucoup de ménages ruraux ne prenaient que deux repas par jour : vers 10 heures du matin et 5 heures de l’après-midi. On ne voit plus cela maintenant. Le niveau de vie général s’est fortement amélioré”.
Lorsqu’éclata le Conflit de 2020 au Tigré, il s’est dès le début engagé en faveur d’un cessez-le-feu et l’aide humanitaire pour le Tigré,.

### «Rideaux» et barrages de castors
Les recherches que Nyssen mène en Belgique concernent également les conséquences des activités humaines sur les processus géomorphologiques : la réintrocution du castor, les terrils de l’activité minière, et les  « rideaux » ou talus de culture résultant de l’agriculture dans sa région natale, le Pays de Herve, par analogie avec les terrasses traditionnelles actuelles en Éthiopie.
Les  barrages de castors ont attiré son attention car ils contribuent à la conservation de l’eau à l’amont des rivières. Il a notamment analysé l’effet de ces barrages sur les débits du Ruisseau de Chevral, un affluent de l’Ourthe orientale. La recherche a confirmé que de tels barrages ont un effet tampon sur les débits ; plus particulièrement on mesure des débits de pointe moindres en aval des barrages. La fréquence des débits d’inondation dans le bassin de l’Ourthe est passé de trois ou quatre années avant la réintroduction des castors (vers l’an 2000) à cinq ou six années en 2012.

## Enseignement
Nyssen est titulaire des cours de Géomorphologie, Hydrologie, Topoclimatologie, en Géomorphologie régionale à l’Université de Gand.
Il a été promoteur de dizaines de thèses de master et doctorat, principalement à UGent, KULeuven, et les universités de Mekele et Bahir Dar et Éthiopie.

## Fonctions en dehors de l’Université de Gand
- 2017-2021 : Président de l’Association belge des géomorphologues[13]
- 2019-2020 : rédacteur en chef de la revue scientifique Land Degradation and Development[14]

## Publications
(janvier 2020).

### Livres

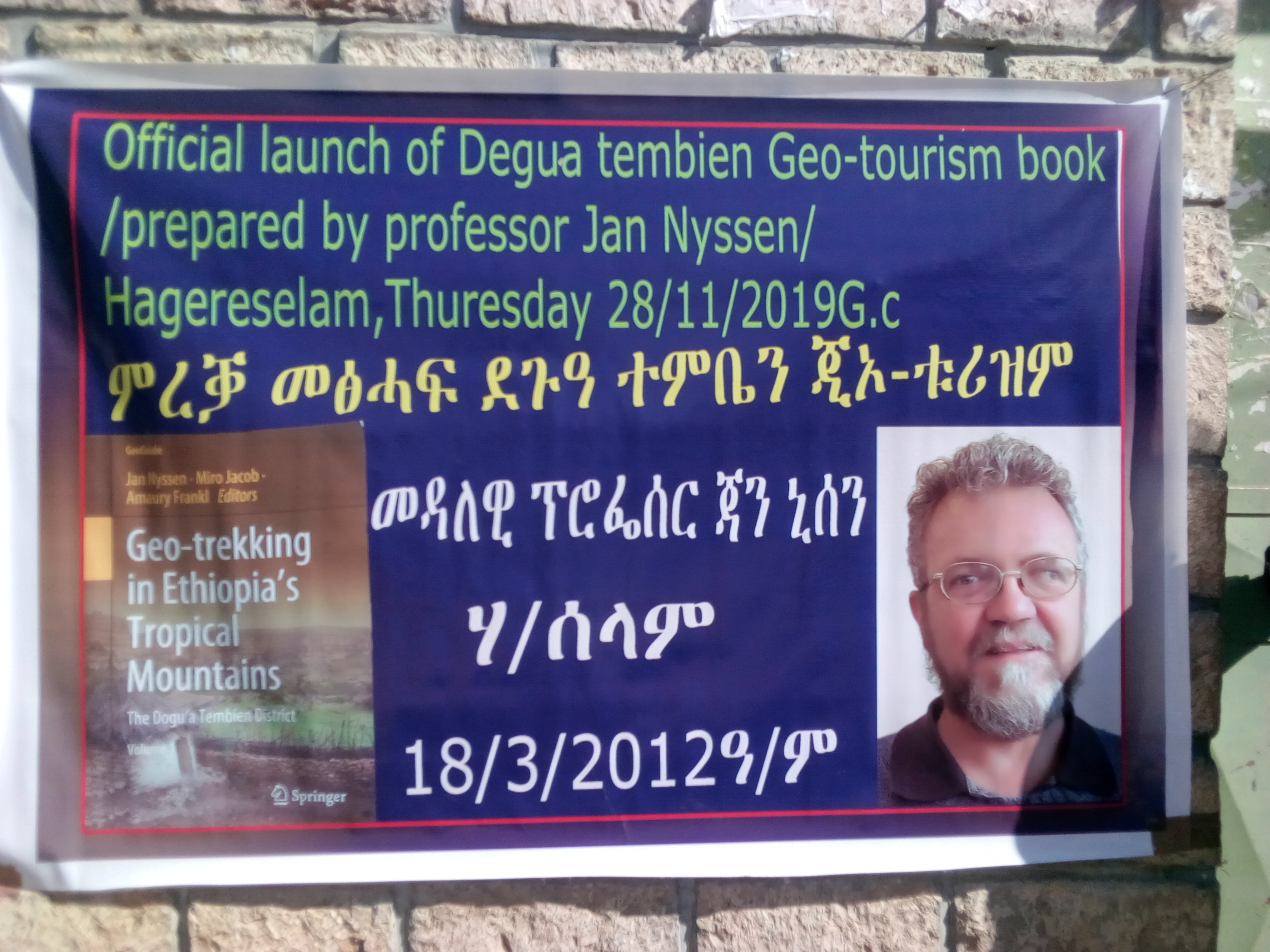
Annonce de l’ouvrage de Nyssen en Éthiopie

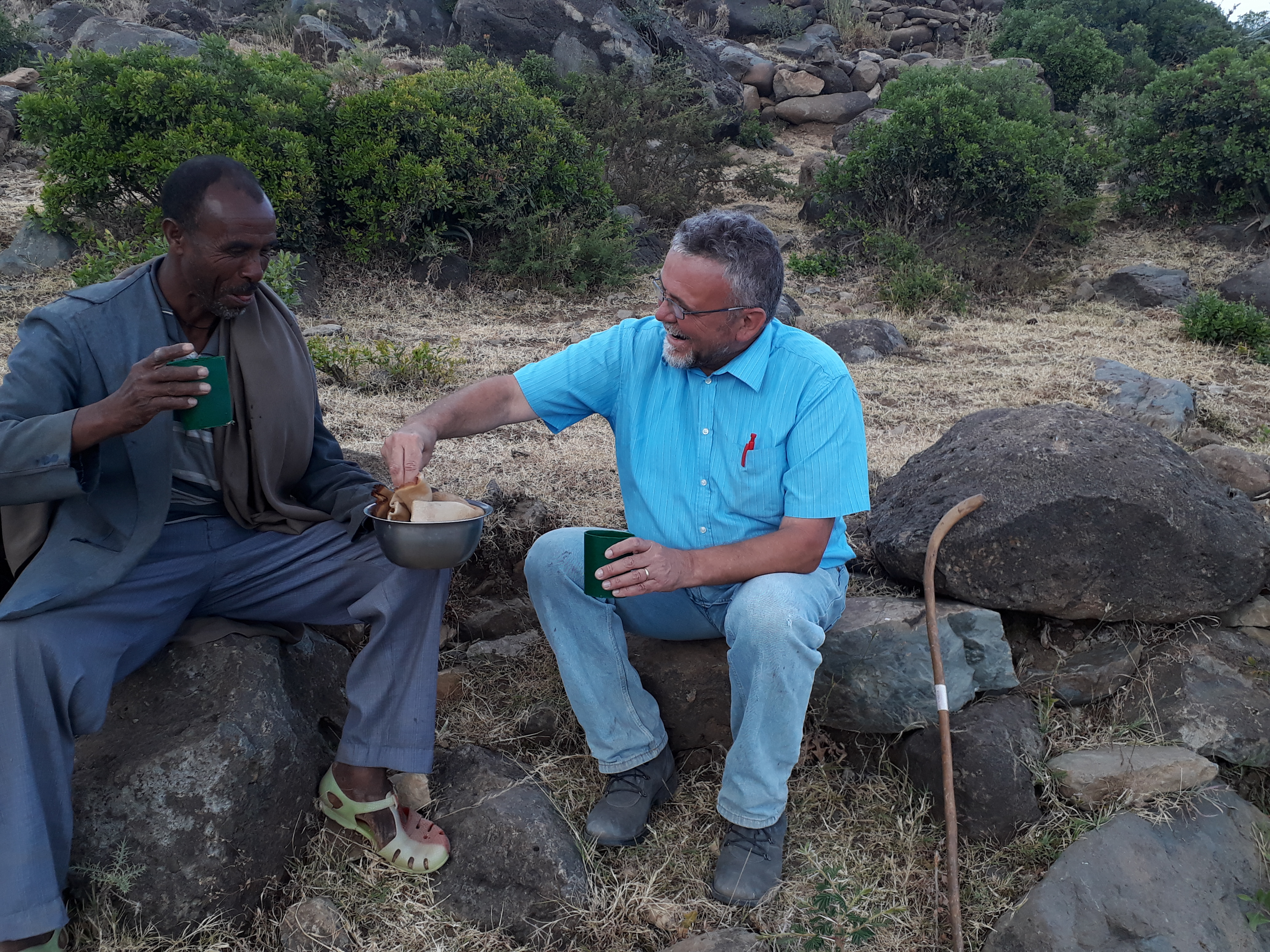
Invitation pour une bière locale (Siwa) par un paysan au Tigré

- (2019) Geo-trekking in Ethiopia’s Tropical Mountains – The Dogu’a Tembien district (Geo-trekking dans les montagnes tropicales d’Éthiopie – le district du Dogu'a Tembien)[15]
- (2016) En Tigrinya: ካብ ሓረስቶት ደጉዓ ተምቤን እንታይ ንስምዕ? (Que pouvons-nous apprendre des paysans du Dogu’a Tembien?)[16]

### Articles dans des revues scientifiques internationales
2020
- The Zeyi Cave Geosite in Northern Ethiopia (Le géosite de la grotte de Zeyi au nord de l'Éthiopie)[17]

2019
- Understanding spatial patterns of soils for sustainable agriculture in northern Ethiopia’s tropical mountains (Distribution géographique des sols pour l’agriculture durable dans les montagnes tropicales d’Éthiopie du Nord)[18]

2018
- Persistence and changes in the peripheral Beles basin of Ethiopia (Persistance et changements dans le bassin périphérique du Beles en Éthiopie)[19]

2017
- Boulder-Faced Log Dams as an Alternative for Gabion Check Dams in First-Order Ephemeral Streams with Coarse Bed Load in Ethiopia (Barrages de montagne combinant bois et rochers comme alternative pour des gabions dans des ruisseaux éphémères de premier ordre à charge de fond grossière en Éthiopie)[20]
- Geographical determinants of inorganic fertiliser sales and of resale prices in north Ethiopia (Facteurs géographiques du commerce et des prix de l’engrais minéral en Éthiopie du Nord)[21]

2016
- Recovery of the aerial photographs of Ethiopia in the 1930s (Recouvrement des  Photos aériennes de l’Éthiopie dans les années 1930)[22]
- Grèzes litées and their genesis: the site of Enscherange in the Rhenish-Ardennes Massif as a case study (Origine des grèzes litées: étude de cas du site d’Enscherange dans le Massif Rhéno-Ardennais)[23]

2015
- Environmental Conservation for Food Production and Sustainable Livelihood in Tropical Africa (Protection de l'environnement pour la production alimentaire et l’existence durable en Afrique tropicale)[24]
- Land Management in the Northern Ethiopian Highlands: Local and Global Perspectives; Past, Present and Future (Gestion des terres sur les hauts plateaux éthiopiens septentrionaux: perspectives locales et globales; passé, présent et avenir)[25]

2014
- Environmental conditions and human drivers for changes to north Ethiopian mountain landscapes over 145 years (Conditions environnementales et causes anthropiques des changements aux hauts plateaux éthiopiens septentrionaux sur  145 années)[26]
- Twentieth century land resilience in Montenegro and consequent hydrological response (Résilience des terres au vingtième siècle au Monténégro et conséquences pour l’ hydrologie)[27]
- Lynchets in eastern Belgium — a geomorphic feature resulting from non-mechanised crop farming (Rideaux en Belgique orientale – un phénomène géomorphologique résultant de la cultivation à traction animale)[28]

2012
- Belgium's burning coal tips – coupling thermographic ASTER imagery with topography to map debris slide susceptibility (Les terrils brûlants en Belgique – combinaison d’imagerie  thermographique ASTER et topographie pour cartographier la susceptibilité aux  glissements de terrain) [29]

2011
- The use of the marasha ard plough for conservation agriculture in Northern Ethiopia (Utilisation de l’araire marasha pour l’agriculture de conservation dans le nord de l'Éthiopie)[30]

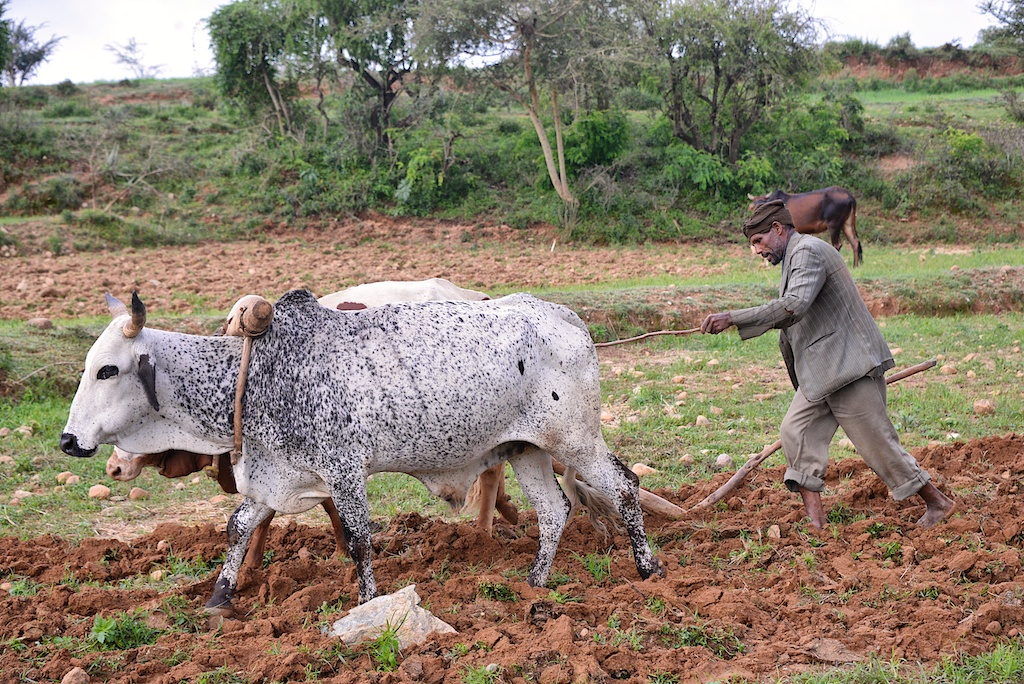
Labour à l'araire au Tigré, Éthiopie, 2013

- Effect of beaver dams on the hydrology of small mountain streams: Example from the Chevral in the Ourthe Orientale basin, Ardennes, Belgium (Influences des barrages de castor sur l’hydrologie de petites rivières de montagne: exemple du Ruisseau de Chevral dans le bassin de l’Ourthe orientale, Ardenne, Belgique)[31]

2010
- Digital Photographic Archives for Environmental and Historical Studies: An Example from Ethiopia (Archives photographiques digitales pour des études environnementales et historiques: exemple de l’Éthiopie)[32]

- Slope aspect affects geomorphic dynamics of coal mining spoil heaps in Belgium (L’orientation de la pente influence la dynamique géomorphologique des terrils en Belgique)[33]
- Impact of soil and water conservation measures on catchment hydrological response—a case in north Ethiopia (Impact des mesures de  conservation de l’eau et des sols sur la réponse hydrologique de bassins – étude de cas dans le nord de l'Éthiopie)[34]

2009
- Desertification? Northern Ethiopia re-photographed after 140 years (Désertification? L’Éthiopie du Nord re-photographié après 140 années)[35]
- Transhumance in the Tigray Highlands (Ethiopia) (La Transhumance dans les hautes terres du Tigré (Éthiopie))[36]
- How soil conservation affects the catchment sediment budget – a comprehensive study in the north Ethiopian highlands (Comment la conservation des sols affecte le bilan des sédiments – une étude étendue dans le nord des Hauts plateaux éthiopiens)[37]
- Effects of land use and land cover on sheet and rill erosion rates in the Tigray highlands, Ethiopia (Effets de l’utilisation du sol et du couvert végétal sur les vitesses d’érosion sur les hautes terres du Tigré, Éthiopie)[38]
- An upland farming system under transformation: Proximate causes of land use change in Bela-Welleh catchment (Wag, Northern Ethiopian Highlands)  (Un système agraire des hauteurs en transformation: causes directes des changements d’utilisation du sol dans le bassin de Bela-Welleh (Wag, nord des Hauts plateaux éthiopiens)[39]
- Land degradation and soil and water conservation in tropical highlands (Dégradation et conservation des sols dans les montagnes tropicales)[40]

2008
- Spatial and temporal variation of soil organic carbon stocks in a lake retreat area of the Ethiopian Rift Valley (Variabilité spatiale et temporelle de la séquestration de carbone dans les sols de la zone de retrait d‘un lac de la Vallée du Grand Rift en Éthiopie)[41]
- Effects of region-wide soil and water conservation in semi-arid areas: the case of northern Ethiopia (Effets de la conservation des sols à l’échelle régionale dans des zones semi-arides : étude de cas dans le nord de l'Éthiopie)[42]
- Environmental change, geomorphic processes and land degradation in tropical highlands (Changements environnementaux, processus géomorphologiques et dégradation des sols dans les montagnes tropicales)[43]
- Dynamics of soil erosion rates and controlling factors in the Northern Ethiopian Highlands – towards a sediment budget (Dynamique des taux d’érosion et des facteurs qui les contrôlent sur les hauts plateaux éthiopiens septentrionaux – établissement d’un bilan des sédiments)[44]
- Soils and land use in the Tigray highlands (Northern Ethiopia)  (Les sols et leur affectation au Tigré (nord de l'Éthiopie))[45]

2007
- Interdisciplinary on-site evaluation of stone bunds to control soil erosion on cropland in Northern Ethiopia (Évaluation interdisciplinaire in situ des murets en pierre sèche pour le contrôle de l’erosion dans les champs du nord de l’Éthiopie)[46]

2006
- Processes and rates of rock fragment displacement on cliffs and scree slopes in an amba landscape, Ethiopia (Processus et vitesse de déplacement de fragments de roche le long des falaises et éboulis dans un payasage de type amba, Éthiopie)[47]
- Comment on “Modelling the effect of soil and water conservation practices in Tigray, Ethiopia” (Commentaire sur l’article “Modélisation des effets des pratiques de conservation des sols au Tigré, Éthiopie”)[48]
- Assessment of gully erosion rates through interviews and measurements: a case study from northern Ethiopia (Estimation des taux d’érosion de ravines au moyen d’interviews et mesures: une étude de cas dans le nord de l’Éthiopie)[49]

2005
- Rainfall erosivity and variability in the Northern Ethiopian Highlands (Erosivité et variabilité des précipitations sur les hauts plateaux éthiopiens septentrionaux)[50]

2004
- Human impact on the environment in the Ethiopian and Eritrean highlands—a state of the art (Impact des humains sur l’environnement sur les hauts plateaux éthiopiens et érythréens)[51]
- Environmental policy in Ethiopia: a rejoinder to Keeley and Scoones (Management environnemental en Éthiopie : une réponse à Keeley et Scoones (en:STEPS Centre)[52]
- The effectiveness of loose rock check dams for gully control in Tigray, northern Ethiopia (Effectivité des (barrages de montagne en pierre sèche pour contrôler les ravines au Tigré, nord de l'Éthiopie)[53]

2002
- Spatial distribution of rock fragments in cultivated soils in northern Ethiopia as affected by lateral and vertical displacement processes (Distribution spatiale des fragments de roche dans les sols cultivés dans le nord de l'Éthiopie, sous l’influence de processus latéraux et verticaux de  transport géomorphologique)[54]
- Impact of road building on gully erosion risk: a case study from the Northern Ethiopian Highlands (Impacts de la construction de routes sur l’érosion en ravines: une étude de cas sur les hauts plateaux éthiopiens septentrionaux))[55]
- The environmental significance of the remobilisation of ancient mass movements in the Atbara–Tekeze headwaters, Northern Ethiopia (Contexte environnemental de la remobilisation d’anciens dépôts de  glissements de terrain aux sources de l’Atbara et du Tekezé, dans le nord de l'Éthiopie)[56]

2001
- Removal of rock fragments and its effect on soil loss and crop yield, Tigray, Ethiopia (Conséquences du ramassage des fragments de roche pour l’érosion des sols et les récoltes au Tigré, Éthiopie)[57]

2000
- Soil and water conservation in Tigray (Northern Ethiopia): the traditional daget technique and its integration with introduced techniques (Conservation des sols au Tigré (Éthiopie du nord): la technique traditionnelle des daget et son intégration avec les technologies introduites)[58]
- Vertic movements and the developments of stone covers and gullies, Tigray Highlands, Ethiopia (Mouvements vertiques et développement d’une couche superficielle de cailloux et des ravines, Hauts Plateaux du Tigré, Ethiopi)[59]
- Tillage erosion on slopes with soil conservation structures in the Ethiopian highlands (Erosion aratoire sur des pentes avec des structures de conservation des sols sur les hauts plateaux éthiopiens)[60]

### Autres
Nyssen a également contribué comme co-auteur à beaucoup de publications – voir la bibliographie académique sur le site de l’Université de Gand

## Engagement pour la société
Son intérêt pour la Géographie "était principalement motivé par la volonté de contribuer à résoudre les problèmes du développement inégal dans le monde. Nos recherches actuelles portent sur la dégradation et la remise en état des sols. Par exemple, en Éthiopie, nous avons suivi comment de vastes étendues de terres pouvaient être restaurées grâce aux activités de conservation par des millions d’agriculteurs. Avec nos collègues, nous soutenons également des projets de reboisement qui permettent de stocker 10 000 tonnes de carbone supplémentaires par an.
Il tient particulièrement compte des conséquences du réchauffement climatique pour les habitants des pays en développement, comme l’Éthiopie: “Il y pleut certainement plus et cela plaît beaucoup au paysan moyen. Mais nous n’y sommes pas encore. Les pluies ne sont pas bien réparties sur l’année; la majeure part tombe en deux mois, juillet et août. S’il pleut plus pendant ces mois-là, il y a des inondations catastrophiques.”
Nyssen cadre la problématique du  réchauffement de la Terre également dans un contexte social: "Je vois beaucoup de consommation d’énergie inutile qui est stimulée par les autorités (les nombreuses voitures de société non taxées, les subventions pour le carburant ou les plans d’expansion des aéroports). Enfin, on a l’impression que le lobby du Pétrole est si fort – pouvons-nous avoir un impact du tout ? (…) La société devrait passer d’une croissance basée sur les combustibles fossiles à une décroissance verte socialement adaptée, ce qui est possible si l’économie n’a pas besoin de soutenir la cupidité des entreprises".
Dans les villages d’Éthiopie, où il réside plusieurs semaines par année, il soutient les habitants, notamment par des projets pour l’eau et l'assainissement, ainsi que le stockage de carbone dans les sols. Tout ceci a également résulté en un livre dans la langue locale, le Tigrinya.
Les liens avec le réchauffement climatique et la situation dans son propre pays ne sont pas loin; en 2019, Nyssen soulignait dans un message vidéo dans le cadre de la campagne “We Change for Life” que les habitants de neuf petits villages en Éthiopie, participants à leurs projets, réussissaient à séquestrer la moitié de la masse de carbone comparé à ce que l’entière Région flamande de Belgique séquestrait dans le cadre de l'Accord de Paris sur le climat (à peine 2,5% de objectifs).
Nyssen s'engage également en faveur de la mobilité douce dans la région de Vottem, Herstal et Liège.
Lors de la Guerre du Tigré en Ethiopie en 2020-2021, Nyssen a dénoncé la famine et autres souffrances civiles extrèmes, notamment les massacres dans sa ville d'adoption Hagere Selam par les armées éthiopienne et érythréenne,,.